# Nazionale maschile under 18 di pallacanestro della Repubblica del Congo
La nazionale di pallacanestro congolese Under-18 è una selezione giovanile della nazionale congolese di pallacanestro, ed è rappresentata dai migliori giocatori di nazionalità congolese di età non superiore ai 18 anni.
Partecipa a tutte le manifestazioni internazionali giovanili di pallacanestro per nazioni gestite dalla FIBA.

## Partecipazioni

### FIBA AfroBasket Under-18
- 2006 - 4°
- 2008 - 11°

## Formazioni
FIBA AfroBasket Under-18 20064 N'Sangou N'Gampo, 5 M'Batchy Sow, 6 Nkakou, 7 Wamba, 8 Louya, 9 Boungou Damely, 10 Ibaka, 11 Nkouka, 12 Djio, 13 Otina, 14 Mombouli Akiana, 15 Amboulou Mbongo,        All. -